# Puertos de Mónaco

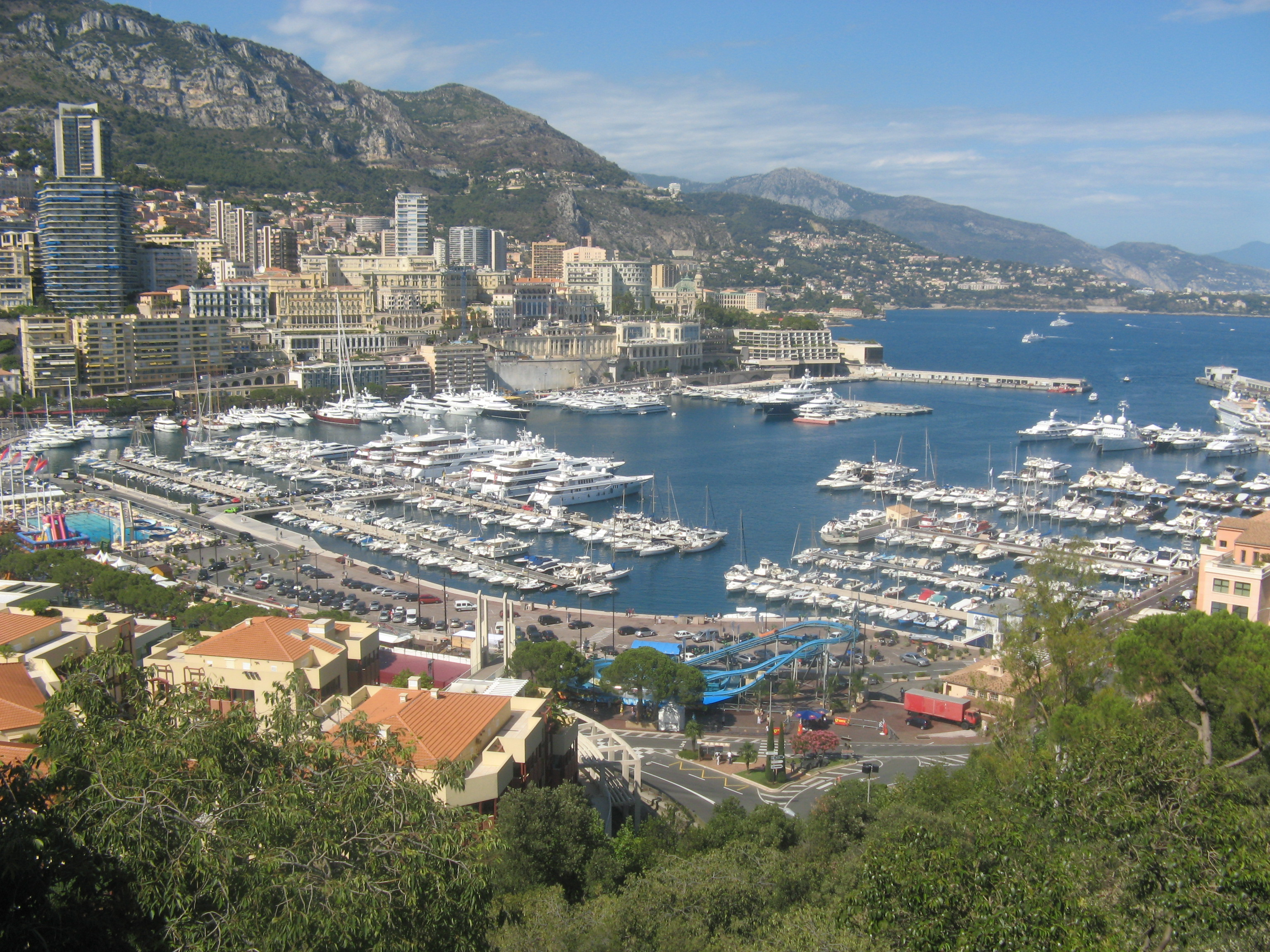
Puerto Antiguo o Puerto Hércules.

Los Puertos de Mónaco se refiere a los dos puertos, que posee ese pequeño principado europeo.
El puerto antiguo que posee un revestimiento natural y conocido con el nombre histórico de "Port Hercule", que fue recientemente extendido (en trabajos finalizados en 2008) y que está protegido con un rompeolas de hormigón flotante, y El Puerto nuevo (el puerto de Fontvieille), construida con tierras ganadas al mar, con la ampliación de Mónaco en la década de los 70, que ha preservado la belleza natural de la Roca de Mónaco.

## Características
La gestión de los puertos de Mónaco ha sido confiada a una empresa privada de explotación "Ports de Monaco" a partir de 1 de enero de 2006. El costo por su uso está muy por debajo de los puertos vecinos a los monegascos teniendo un descuento adicional del 75% sobre la base de costes, dando lugar a una espera de aproximadamente 2 años para conseguir un sitio. El precio de contado se ha disparado más del 50% en un año.

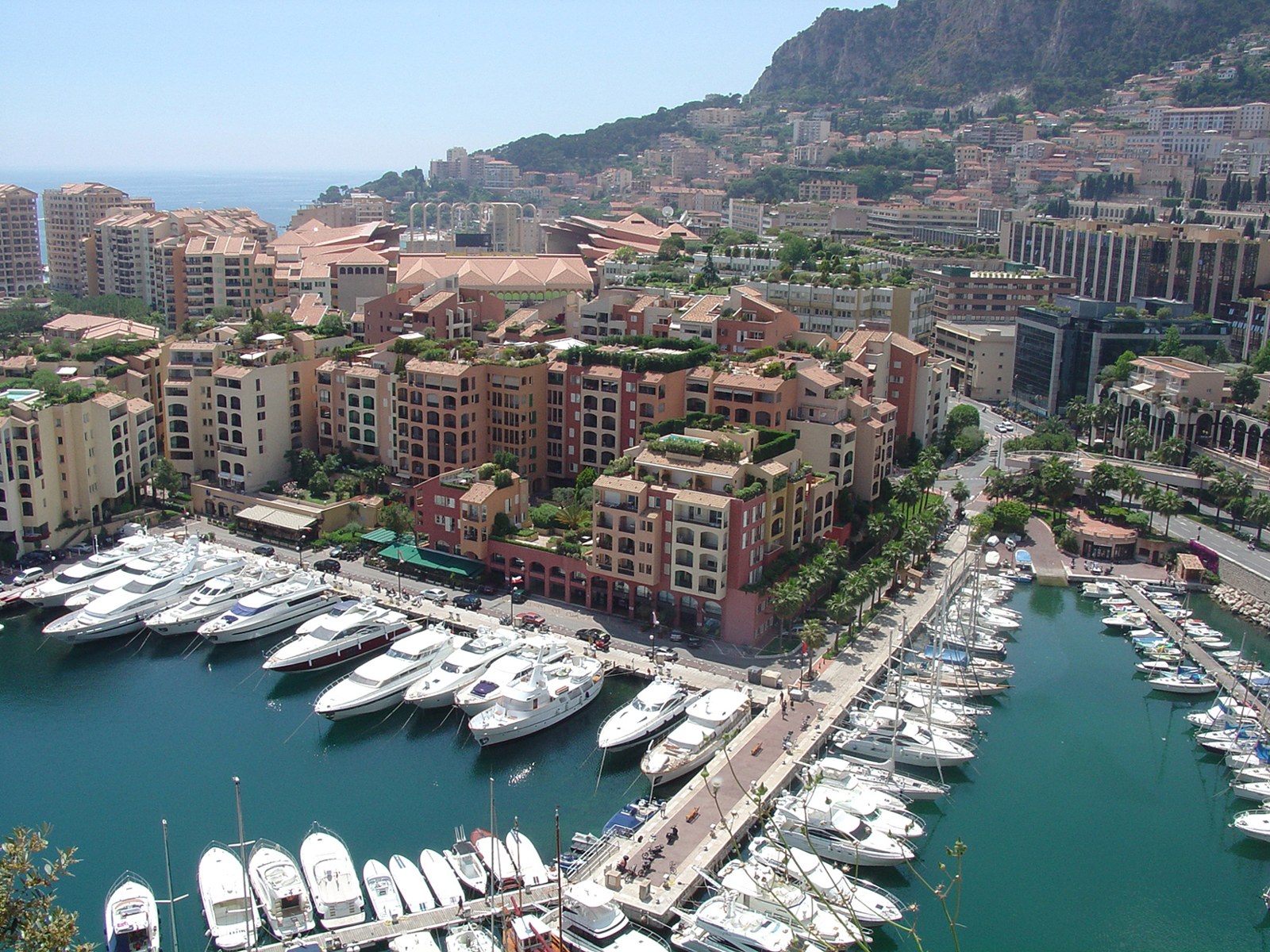
Nuevo Puerto de Fontvieille construido en Tierras ganadas al mar.

Esta cuota se asigna de acuerdo a un calendario aprobado por el Gobierno del Principado según sus propios intereses.
Los accionistas de los "puertos de Mónaco" son en un 99% el gobierno de Mónaco y el 1% restante, de nuevo la gerencia de la empresa privada "Puertos de Mónaco. 